# Троє в каное
Троє в каное — комедійний фільм 2004 року.

## Сюжет
Троє близьких друзів з Філадельфії вирушають каное в незвідані місця Орегона за скарбом, що оцінюється у 200 тисяч доларів. Але досягти мети їм буде нелегко: друзям доведеться переборювати бурхливу ріку, їм будуть заважати несамовиті місцеві жителі, звабні дівчатка й божевільний старий, що живе в горах..